# Comté de Merrimack
Le comté de Merrimack est un comté situé dans le sud-centre de l'État américain du New Hampshire. Son siège est la ville de Concord. Selon le recensement de 2020, sa population est de 153 808 habitants.

## Géographie
La superficie du comté est de 2 477 km2, dont 2 420 km2 est de terre. 

### Comtés voisins
| Comté de Grafton  |                       | Comté de Belknap    |
| Comté de Sullivan | comté de Merrimack    | Comté de Strafford  |
|                   | Comté de Hillsborough | Comté de Rockingham |

## Politique
Si Concord, dont de nombreux habitants sont fonctionnaires, vote pour les démocrates, les autres villes du comté tendent plutôt vers les républicains.

## Démographie
Lors du recensement de 2010, le comté comptait une population de 146 445 habitants. Elle est estimée, en 2017, à 149 216 habitants.
| Groupe            | Comté de Merrimack | New Hampshire | États-Unis |
| ----------------- | ------------------ | ------------- | ---------- |
| Blancs            | 95,3               | 93,1          | 72,4       |
| Asiatiques        | 1,6                | 2,5           | 4,8        |
| Métis             | 1,4                | 1,6           | 2,9        |
| Afro-Américains   | 1,0                | 1,4           | 12,6       |
| Autres            | 0,4                | 1,0           | 6,4        |
| Amérindiens       | 0,3                | 0,2           | 0,9        |
| Total             | 100                | 100           | 100        |
|                   |                    |               |            |
| Latino-Américains | 1,6                | 2,8           | 16,7       |

Selon l'American Community Survey, pour la période 2011-2015, 94,84 % de la population âgée de plus de 5 ans déclare parler l'anglais à la maison, 1,40 % le français, 0,79 % l'espagnol et 2,97 % une autre langue.